# Montanhas Sinaque
As montanhas Sinaque (em armênio: Սինակի լեռնաշղթա; romaniz.: Sinak leṙnašġtʻa) são uma cadeia montanhosa da província de Eder, na Turquia. Distribuem-se do passo de Alto até o lago Baleque. Seu sopé é um planalto hidrográfico, com altitude entre 2100 e 2400 metros, cuja superfície é relativamente plana, entre as bacias dos rios Aras e Eufrates. Essa cadeira caracteriza-se pela presença de vários vulcões de cúpula extintos, dissecados por vales e ravinas: Perli (3 246 metros), Jandarvixe (3 153 metros), Ziarete (2 897 metros) e Sinaque (2 774 metros). Eles são formadas por basalto do Plioceno Superior e andesito antropogênico. Suas encostas orientais são áridas, enquanto as ocidentais são ricas em nascentes e lagos. A vegetação predominante é do tipo prado e estepe montanhosa.